# Station Hasselfelde
Station Hasselfelde is een treinstation van de Harzer Schmalspurbahnen (HSB), dat aan het einde van de Selketalbahn ligt. Het station is in 1892 geopend. Langs het station komen elke dag 5 treinen, waarvan één stoomtrein. Omdat dit een eindstation is, kan er alleen in en uit de richting van Stiege worden gereden. Het station ligt ten zuiden van het centrum van Hasselfelde.
Het station heeft ook enkele voorzieningen zoals een kassa, een watervoorziening en een opslagplaats voor de stoomtreinen. Verder bevindt zich hier ook een restaurant op het station.

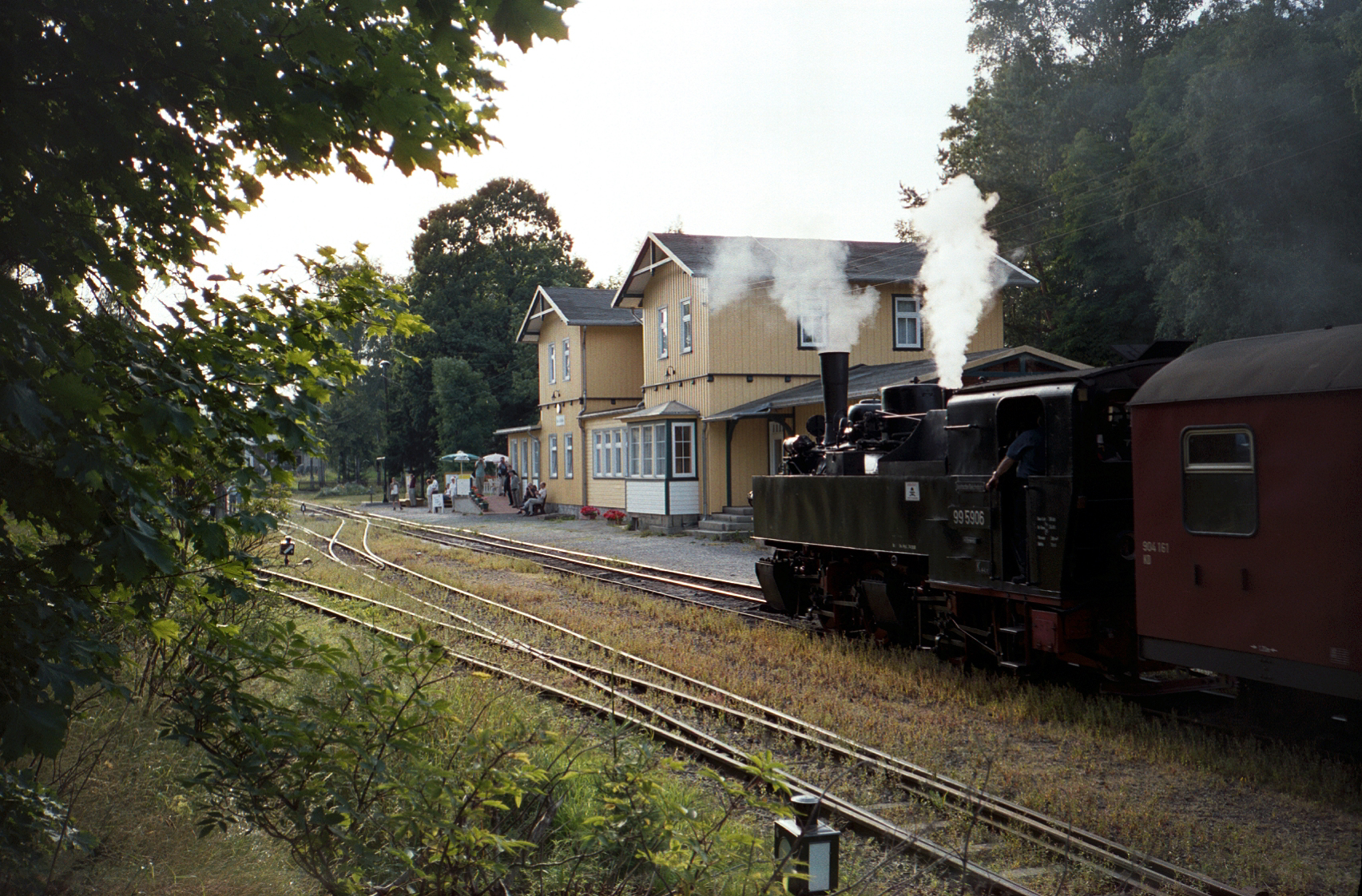
Stoomtrein 99 5906 komt aan in Hasselfelde.

Quedlinburg ·
Quarmbeck ·
Bad Suderode ·
Gernrode ·
Osterteich ·
Sternhaus-Haferfeld ·
Sternhaus-Ramberg ·
Mägdesprung ·
Drahtzug ·
Alexisbad ·
Harzgerode · 
Silberhütte ·
Strassberg-Glasebach ·
Strassberg ·
Güntersberge ·
Friedrichshöhe ·
Albrechtshaus ·
Stiege ·
Hasselfelde · 
Birkenmoor ·
Eisfelder Talmühle